# Útoyggjar

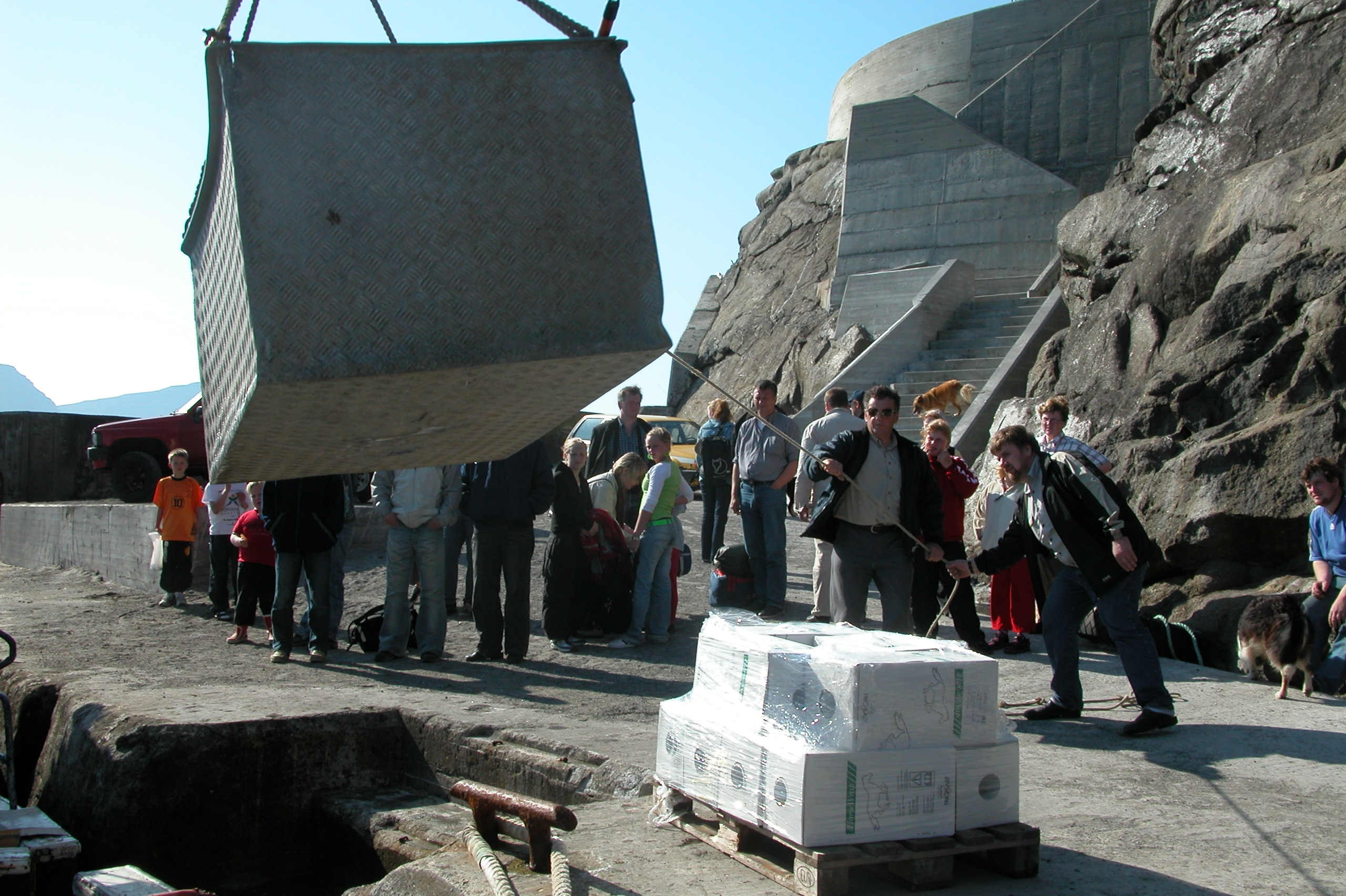
La descarga de mercancías se realiza en el muelle de Kirkja, en Fugloy. Las islas exteriores carecen de conexiones de puentes o túneles, y el tráfico de transbordadores y helicópteros a menudo se cancela debido a las tormentas.

Las Útoyggjar (islas exteriores o periféricas) es una expresión feroesa que se utiliza para designar a las islas habitadas más inaccesibles del archipiélago de las Islas Feroe (Dinamarca). Las Útoyggjar se constituyen por las siguientes 8 islas: Fugloy, Svínoy, Kalsoy, Mykines, Hestur, Koltur, Skúvoy y Stóra Dímun. Todas tienen en común la mala comunicación con el resto del archipiélago, su pobre desarrollo, y la escasa población. En conjunto, su población apenas llega a los 248 habitantes en 2012, el 0,51 % del total de las Islas Feroe.
Los medios de transporte públicos disponibles son helicópteros o pequeños transbordadores. No siempre es posible la comunicación diaria, principalmente debido a las condiciones atmosféricas. 
Con la excepción de Kalsoy y Fugloy, las islas contienen una sola localidad en su superficie, con poblaciones muy reducidas. La economía se basa en actividades primarias poco desarrolladas: ganadería y pesca principalmente.
Nólsoy estuvo previamente comprendida en la definición, pero su cercanía con Tórshavn y su integración en ese municipio en 2005 han mejorado sus condiciones. Lítla Dímun, al estar deshabitada, no forma parte del grupo.
En diciembre de 2001 se creó la Asociación de las Islas Exteriores (Útoyggjafelagið), que representa los intereses de estas islas y busca su desarrollo económico y la cooperación entre sus pueblos. Anualmente se celebran reuniones que tienen un carácter festivo.